# Agnes Wilhelmine von Wuthenau
Agnes Wilhelmine von Wuthenau, condesa de Warmsdorf (4 de diciembre de 1700-14 de enero de 1725) fue una noble alemana y la primera esposa del príncipe Augusto Luis de Anhalt-Köthen.

## Biografía
Agnes Wilhelmine von Wuthenau nació el 4 de diciembre de 1700 en Plötzkau en el seno de una antigua familia noble. Sirvió como dama de honor de Gisela Agnes de Rath, quien gobernaba como regente de Anhalt-Köthen. Se comprometió con el hijo de Gisela Agnes, el Príncipe Augusto Luis de Anhalt-Köthen, el 18 de noviembre de 1721. Fue creada Condesa de Warmsdorf por el emperador Carlos VI del Sacro Imperio Romano Germánico. Agnes y Augusto Luis contrajeron matrimonio el 23 de enero de 1722 en Dresde. Como el matrimonio fue considerado morganático, no obtuvo el título ni el tratamiento de princesa. Tuvieron dos hijas, que fueron reconocidas princesas de Anhalt:
- Gisela Enriqueta (n. Warmsdorf, 16 de diciembre de 1722 - m. Warmsdorf, 16 de diciembre de 1728).
- Inés Leopoldina (n. Köthen, 31 de mayo de 1724 - m. Köthen, 28 de julio de 1766).

Agnes murió el 14 de enero de 1725, tres años antes de que su marido sucediera a su hermano como Príncipe de Anhalt-Köthen.